# Cantone di le Mont Blanc
Il cantone del Mont Blanc è una divisione amministrativa dell'arrondissement di Bonneville.
È stato costituito a seguito della riforma approvata con decreto del 13 febbraio 2014, che ha avuto attuazione dopo le elezioni dipartimentali del 2015.

## Composizione
Comprende i 7 comuni di:
- Chamonix-Mont-Blanc
- Les Contamines-Montjoie
- Les Houches
- Passy
- Saint-Gervais-les-Bains
- Servoz
- Vallorcine